# 张子涵
张子涵 （1994年4月7日—），上海人，中国围棋职业二段棋手。

## 生平
她是全国女子围棋甲级联赛厦门观音山女子围棋队成员。2011年黄河杯女子冠军，全国个人赛女子第7名。